# 1924 en dadaïsme et surréalisme
Pour l'année, voir 1924.
 Chronologie de dada et du surréalisme 
- 1920
- 1921
- 1922
- 1923
- 1924
- 1925
- 1926
- 1927
- 1928

Cet article présente les faits marquants de l'année 1924 en dadaïsme et surréalisme.

## Éphémérides

### Janvier
- 5 janvier
André Breton rencontre Georges Limbour qui le présente aux artistes de la Rue Blomet (Alberto Giacometti, André Masson, ...)[1].

### Février
- 5 février

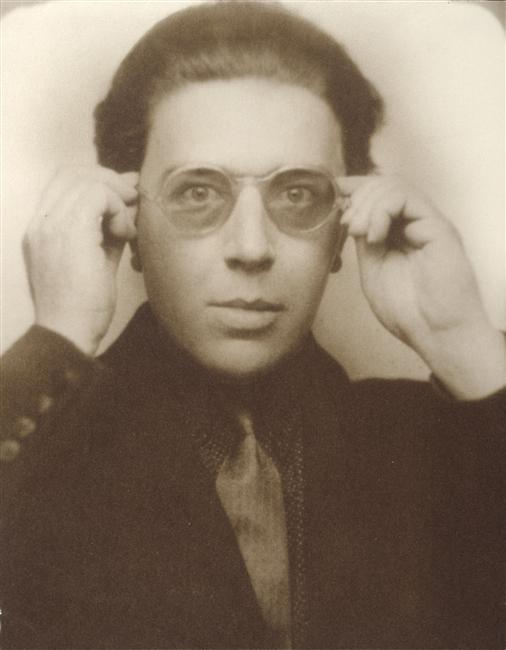
André Breton en 1924

André Breton, Les Pas perdus, recueil de textes écrits entre 1918 et 1923[2].

- Louis Aragon, Le Libertinage, recueil de textes écrits depuis 1918[3].

- 7 février
Dans une lettre adressée à Jacques Doucet, Breton le persuade à acheter l'esquisse du Cirque de Georges Seurat : « Je suis en ce moment tout à Seurat et je ne parle guère d'autre chose : Seurat et Picasso, voilà tout  de même à notre époque les grands prospecteurs [...] que ne peut-on attendre en peinture du prochain coup de génie. »[4]

- 25 février
Première exposition du parisienne du peintre André Masson à la galerie Simon. Breton y achète Les Quatre éléments[4].

- Pierre de Massot, Réflexions on Rose Selavy. The Wonderful book, édité par l'imprimerie Ravilly à Paris[5].

### Mars
- 11 mars
Lettre d'André Breton à Simone : « Tant de poésie s'attache à tout ce que je n'ai pas encore fait, à ce que je me sens faire pour la première fois, et qui était douteux, qui déjà ne s'inscrivait plus nettement dans mes jours. »[6]

- 24 mars
Paul Eluard embarque à Marseille pour un voyage autour du monde[7].

- 25 mars
Eluard, Mourir de ne pas mourir, avec un portrait de l'auteur par Max Ernst, édité par la La Nouvelle Revue Française (NRF). Note en exergue : « Pour tout simplifier je dédie mon dernier livre à André Breton. »[7]

### Mai
- 3 mai
À Berlin, le Novembergruppe organise une séance du cinéma où sont projeté Entr'acte de René Clair et Francis Picabia et Symphonie diagonale de Viking Eggeling[8].

- 5 mai
Représentation houleuse de L'Étoile au front de Raymond Roussel. Robert Desnos présent réplique à un spectateur : « Nous sommes la claque et vous êtes la joue. »[9]

- 17 mai
Première représentation de Mouchoir de nuages, tragédie en quinze actes de Tristan Tzara au Théâtre de la Cigale à Paris[10].

- Au départ de Blois (Loir-et-Cher), ville choisie au hasard, Louis Aragon, André Breton, Max Morise et Roger Vitrac tentent de « partir sur les routes » au gré de l'inspiration[11].

- Dans sa revue 391, Francis Picabia tente de lancer le « super-réalisme »[12].

- Dans la revue Contimporanul, Tzara publie le Manifeste activist câtre tinerime (Manifeste activiste pour la jeunesse) : « À bas l'Art car il s'est prostitué ! La Poésie n'est qu'un pressoir à pressurer la glande lacrymal des filles de tout âge ; [...] Tuons nos morts ! »[13]

### Juin
- 15 juin
Les surréalistes assistent à la représentation du ballet Mercure dont les décors ont été créés par Pablo Picasso (musique d'Erik Satie). Seul Francis Picabia affiche sa détestation de « l'autre Espagnol »[14].

- Débuts au cinéma d'Antonin Artaud dans un court métrage de Claude Autant-Lara, Fait divers[15].

- Dernier numéro de Littérature dans lequel paraît un inédit d'Arthur Rimbaud, Un cœur sous une soutane. « Les collaborateurs habituels de cette revue ont l'intention de se consacrer au surréalisme dans la poésie et surtout dans la vie. »[16]

### Juillet
- 5 juillet
Dans Le Journal littéraire, André Breton déclare : « Le surréalisme est à l'ordre du jour et Desnos est son prophète. »[17]

- Dans sa revue Surréalisme,  Yvan Goll publie un Manifeste dans la tonalité « Esprit nouveau » de Guillaume Apollinaire ainsi qu'un programme pour un « théâtre surréaliste »[18] : « La réalité est à la base de tout grand art ; la transposition de la réalité dans un plan supérieur (artistique) constitue le Surréalisme. »[19]

- En vacances à Lorient, Breton corrige les épreuves du futur Manifeste du surréalisme et fait la connaissance de Pierre Naville[16].

- Décision prise par le groupe surréaliste parisien de manifester son existence par la publication d'une nouvelle revue intitulée La Révolution surréaliste[14].

- Tristan Tzara, Sept manifestes Dada et Lampisterie avec des dessins de Francis Picabia aux éditions du Diorama à Paris[20].

### Août
- 23 août
Le Journal littéraire publie une lettre d'André Breton contre Yvan Goll et Paul Dermée qui veulent s'attribuer la paternité du mot surréalisme[21].

- 25 août
Le quotidien L'Éclair publie un appel de Breton en faveur d'André Malraux emprisonné à Saïgon : soupçonné de trafic d'œuvres archéologiques, il a été arrêté à Angkor[14].

### Septembre
- 1er septembre
Antonin Artaud, Correspondance avec Jacques Rivière publié dans la La Nouvelle Revue Française (NRF). À sa demande, son nom est remplacé par trois astérisques[22].

### Octobre
- 11 octobre
Ouverture du Bureau de recherches surréalistes[14] : « Ce bureau s'emploie à recueillir par tous les moyens appropriés les communications relatives aux diverses formes qu'est susceptible de prendre l'activité inconsciente de l'esprit » : extrait du communiqué de presse. Le bureau est situé au 15 rue de Grenelle, à l'hôtel de Berulle, dans un local prêté par le père de Pierre Naville, propriétaire de l'hôtel[23].

- 15 octobre
André Breton, Manifeste du surréalisme & Poisson soluble[14].

- 18 octobre
En réaction aux funérailles nationales faites à l'écrivain Anatole France (mort le 12 octobre), Louis Aragon, Breton, Joseph Delteil, Robert Desnos, Pierre Drieu la Rochelle et Paul Eluard publient une série de textes regroupés sous le titre Un cadavre[14]. Aragon et Drieu la Rochelle sont à l'origine de ce pamphlet. Drieu La Rochelle finance l'opération[24].
Aragon : « Avez-vous déjà giflé un mort ? Certains jours j'ai rêvé d'une gomme à effacer l'immondice humaine. »
Breton : « Loti, Barrès, France, marquons tout de même d'un beau signe blanc l'année qui coucha ces trois sinistres bonshommes : l'idiot, le traître et le policier. Avec France, c'est un peu de la servilité humaine qui s'en va. Que soit fête le jour où l'on enterre la ruse, le traditionalisme, le patriotisme et le manque de cœur ! »[25]
Jacques Doucet, scandalisé, renvoie Aragon tandis que ses relations avec Breton se refroidissent.

- Breton rend visite à André Masson[14],[26] dans son atelier de la rue Blomet (Paris, 15e arrdt). Ce dernier adhère aussitôt au groupe surréaliste.

- Rencontre Breton / Antonin Artaud. Lettre de Simone Breton à Denise Lévy : « [Artaud], beau comme une vague, sympathique comme une catastrophe. »
Artaud : « J'ai fait connaissance avec tous les dadas qui voudraient bien m'englober dans leur dernier bateau Surréaliste, mais rien à faire. Je suis beaucoup trop surréaliste pour cela. Je l'ai d'ailleurs toujours été, et je sais, moi, ce que c'est que le surréalisme. C'est le système du monde et de la pensée que je me suis fait depuis toujours. Dont acte. »[14]

- Retour de Eluard[14]. Breton : « Alors il m'a mis un petit mot, qu'il m'attendait hier [au café] Cyrano, ni plus ni moins. C'est bien le même, à n'en pas douter. Des vacances, quoi. »[27]

- Parution à Bucarest du premier numéro de la revue 75HP (75 Horse Power - 75 chevaux-vapeur) créée par Victor Brauner et Ilarie Voronca. Y figure le Manifeste de la picto-poésie : « Lecteurs, déparasite-toi le cerveau. »[28]

- Dans le nouveau numéro de la revue 391 sous-titrée Journal de l'instantanéisme, pour quelque temps, Francis Picabia s'en prend à Breton : « Tzara écrivait des œuvres extrêmement personnelles où Breton a puisé sans scrupules pendant qu'il se prosternait aux pieds de Gide et faisait des avances à Blaise Cendrars. »[29]

### Novembre
- 2 novembre
Arrivée à Paris de Giorgio De Chirico. Puis il rencontre André Breton. Mais, étonnement de ce dernier quand De Chirico déclare n'aimer ni la poésie d'Eluard ni Gala[30].

- 22 novembre
À Bruxelles, publication d'une feuille qui tient à la fois du tract et de la revue, intitulée Du Bleu 1, signée Paul Nougé mais écrite collectivement par Camille Goemans et Marcel Lecomte : « On conquiert le monde, on le domine, on l'utilise ; ainsi, tranquille et fier, un beau poisson tourne dans ce bocal (réponse à une enquête sur le modernisme). »[31]

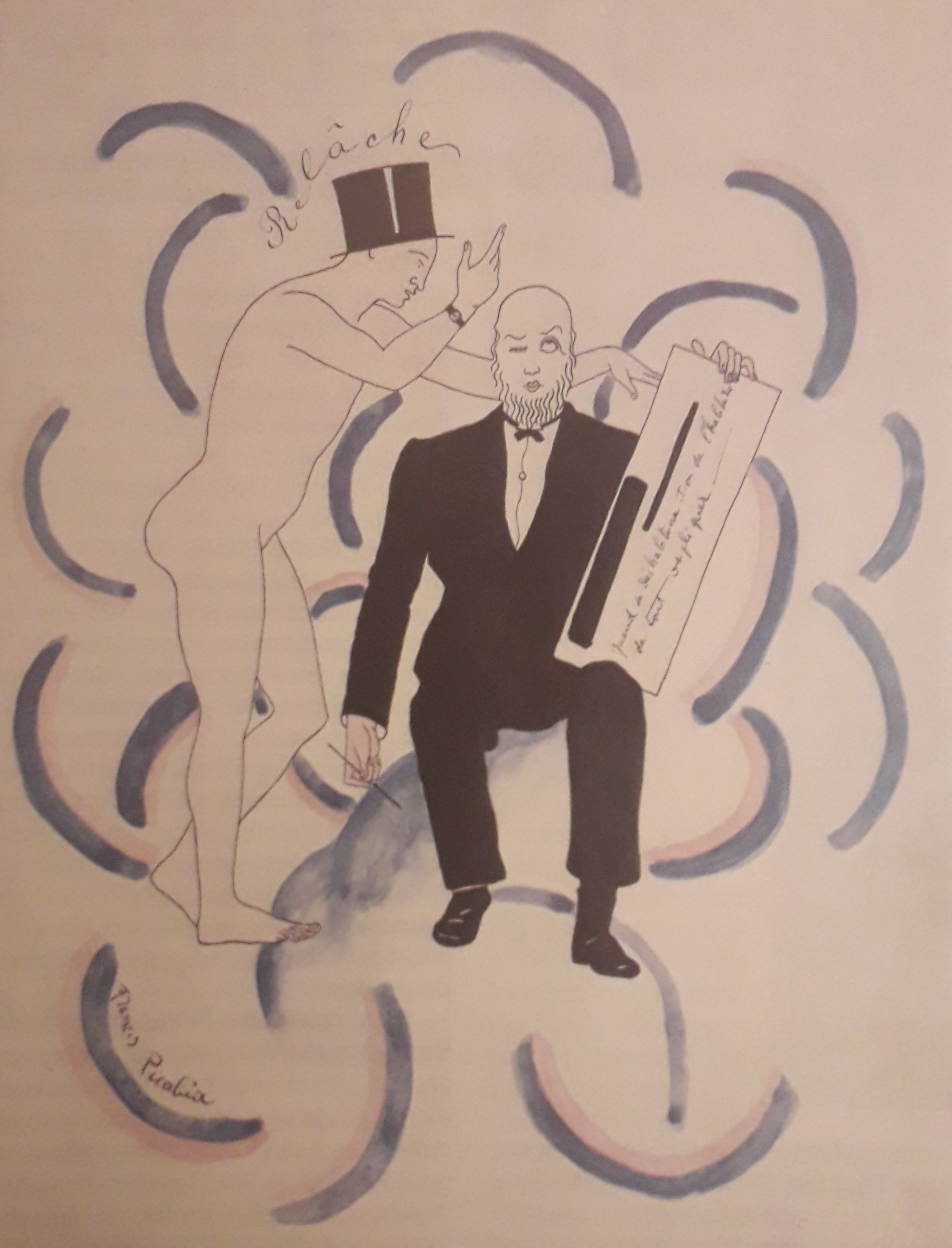
Relâche, 1924. Couverture du programme de la première du ballet au Théâtre des Champs Élysées. Aquarelle de Francis Picabia

- Francis Picabia (scénario) & Erik Satie (musique), Relâche, ballet donné au théâtre des Champs-Élysées, avec la projection du film de René Clair Entr'acte : y apparaissent Marcel Duchamp, Picabia et Man Ray[32]. Commentaire de Picabia : « Ce film est destiné à faire sortir le public de la salle. »[33]

- Michel Leiris et Roland Tual rejoignent le groupe surréaliste[34].

- Tristan Tzara, Mouchoir de nuages, tragédie en 15 actes éditée à Anvers[35].

### Décembre
- 1er décembre
Parution du premier numéro de la revue La Révolution surréaliste dirigée par Pierre Naville et Benjamin Péret[36] : « Le surréalisme ouvre les portes du rêve à tous ceux à qui la nuit est avare, le surréalisme est le carrefour des enchantements […] mais il est aussi le briseur de chaîne […] La Révolution… La Révolution… Le réalisme, c'est émonder les arbres, le surréalisme, c'est émonder la vie. »[37]

- 12 décembre
Jacques Doucet achète Demoiselles d'Avignon de Pablo Picasso. Pour André Breton : « [C'est] l'événement capital du XXe siècle. Voilà le tableau qu'on promenait, comme autrefois la Vierge de Cimabue, à travers les rues de notre capitale, si le scepticisme ne l'emportait pas sur les grandes vertus particulières par lesquelles notre temps accepte d'être, malgré tout. Il me paraît impossible d'en parler autrement que d'une façon mystique […] c'est un symbole pur, comme le tableau chaldéen, une projection intense de cet idéal moderne que nous n'arrivons à saisir que par bribes... »[38]

- 15 décembre
Visite de Lise Meyer, (future Deharme), au Bureau de recherches surréalistes. Coup de foudre de Breton.
Elle donne au bureau « un des étonnants gants bleu ciel qu'elle porte. »[39]

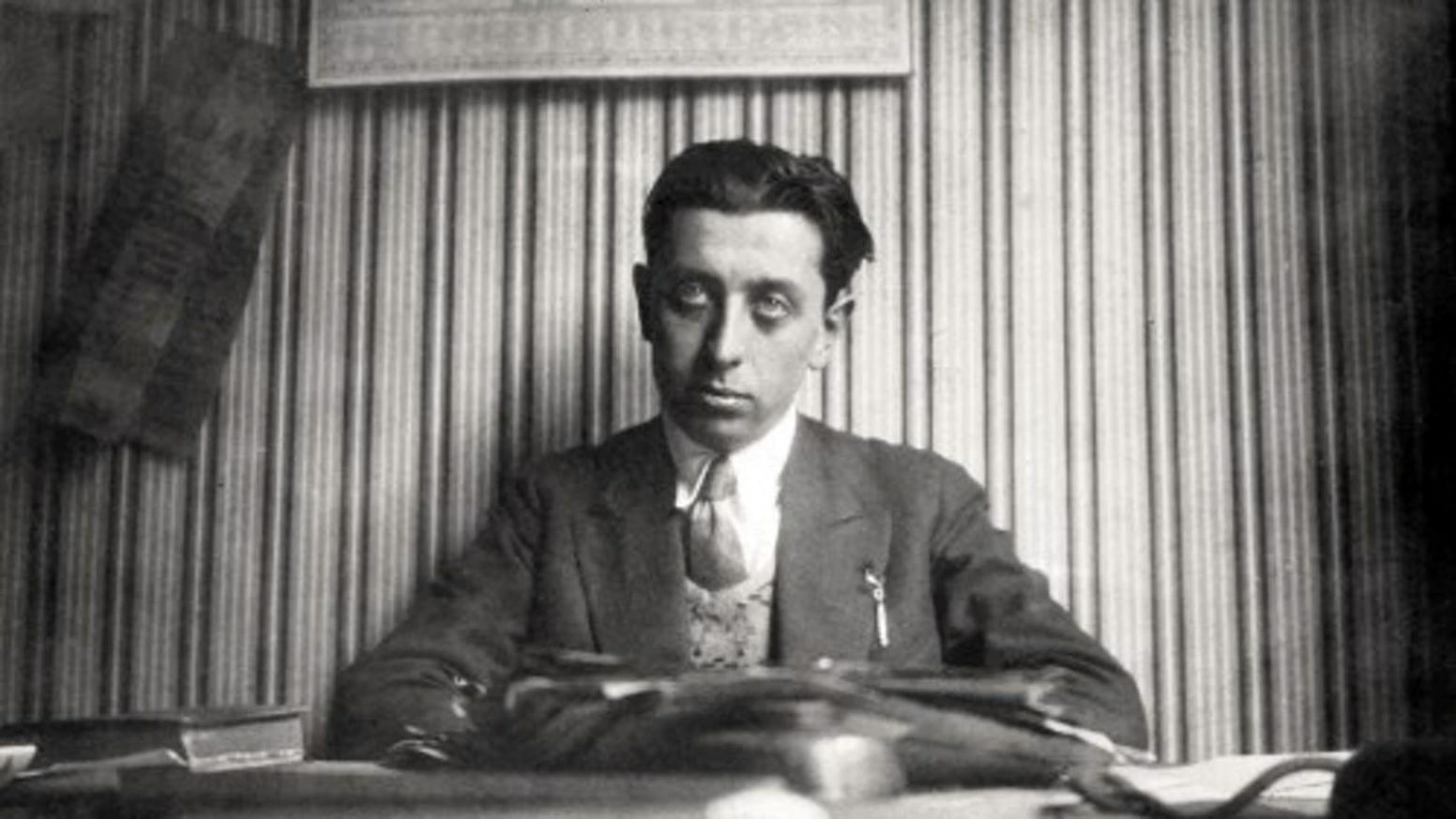
Robert Desnos en 1924

- Robert Desnos, Deuil pour deuil, premier livre édité chez Simon Kra[17].

- Louis Aragon, Une vague de rêve[40]

### Cette année-là
- Georges Bataille et Michel Leiris se rencontrent et se lient d’amitié[41].

- Joë Bousquet adhère au groupe : « Je n'aurais pas élevé la voix à mon tour, ni jamais pris au sérieux les seules aspirations qui me font un bien précieux de ma vie ici-bas, si je n'avais rencontré Paul Eluard et André Breton, et si je n'étais devenu leur ami. »[42]

- Naissance officielle du groupe surréaliste dont les réunions quotidiennes se déroulent au café le Cyrano près de la rue Fontaine.[réf. nécessaire]

- Dernier numéro de la revue 391[43].

- En Angleterre, parution du premier numéro de la revue Transatlantic review fondée et dirigée par Ford Madox Ford et comprenant parmi ses collaborateurs Philippe Soupault[44].

- Édouard Léon Théodore Mesens montre à René Magritte une reproduction de Chant d'amour de Giorgio De Chirico. Témoignage de  Louis Scutenaire : « [Cette] œuvre [...] enthousiasme le jeune peintre au point qu'il faut y voir le détonateur de l'explosion magrittienne. »[45].

- À Varsovie, parution du premier numéro de la revue Blok[46].

- Breton offre à Simone un cahier d'écolier avec cette dédicace : « Pour Simone, 100 PAGES de pluie et de beau temps. » À Denise Lévy, Simone écrit : « André m'a donné un cahier de 100 pages d'or et de diamants dont je me sens toute reluisante. »[47]

### Œuvres
- Louis Aragon
  - Le Libertinage, recueil de textes écrits depuis 1918[48]
  - Une vague de rêve, essai[49] : « C'était le temps que, nous réunissant le soir comme des chasseurs, nous faisions notre tableau de la journée, le compte des bêtes que nous avions inventées, des plantes fantastiques, des images abattues... »
- Jean Arp
  - L'Horloge, bois découpés, peints et collés[50]
  - Der Pyramidenrock, poèmes avec un portrait de l'auteur par Amedeo Modigliani[51]
  - Torse à la tête de fleur, bois découpés, peints et collés[52]
- Antonin Artaud
  - Correspondance avec Jacques Rivière[53]
- Jacques Baron
  - L'Allure poétique, recueil poétique avec un portrait de l'auteur réalisé par Man Ray[54]
- Victor Brauner & Ilarie Voronca
  - Manifeste de la picto-poésie
- André Breton
  - Manifeste du surréalisme et Poisson soluble, éditions du Sagittaire chez Simon Kra, achevé d'imprimer le 15 octobre[55] : « SURRÉALISME. Nom masculin. Automatisme psychique pur par lequel on se propose d’exprimer, soit verbalement, soit par écrit, soit de toute autre manière, le fonctionnement réel de la pensée. Dictée de la pensée, en l’absence de tout contrôle exercé par la raison, en dehors de toute préoccupation esthétique ou morale.
Encycl. Philos. Le surréalisme repose sur la croyance à la réalité supérieure de certaines formes d’associations négligées jusqu’à lui, à la toute-puissance du rêve, au jeu désintéressé de la pensée. Il tend à ruiner définitivement tous les autres mécanismes psychiques et à se substituer à eux dans la résolution des principaux problèmes de la vie. »[56]
  - Les Pas perdus, textes en prose, édition la NRF, achevé d'imprimer le 5 février[55] : « Il ne sera pas dit que le dadaïsme aura servi à autre chose qu'à nous maintenir dans cet état de disponibilité parfaite où nous sommes et dont maintenant nous allons nous éloigner avec lucidité vers ce qui nous réclame ! »
- Giorgio De Chirico
  - Mélancolie d'une rue, huile sur toile[57]

- René Clair

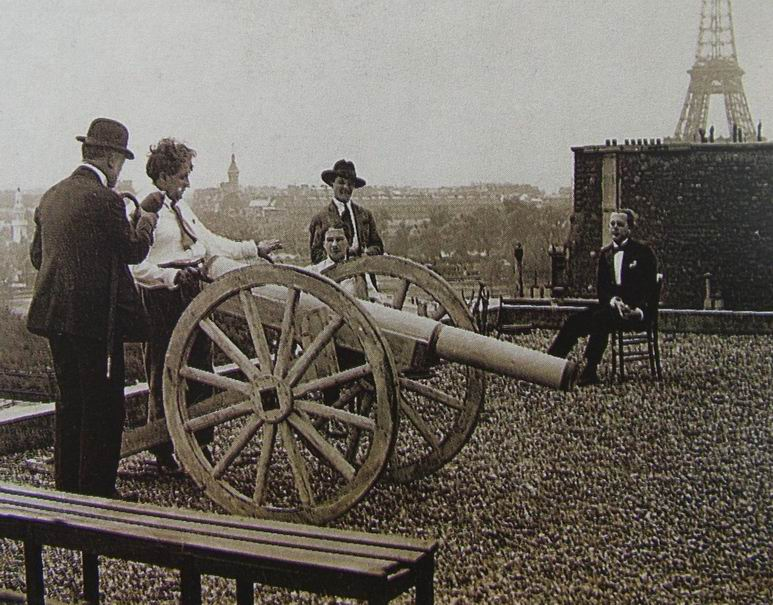
Erik Satie, Francis Picabia, René Clair & Biorlin (prologue de Relache)

  - Entr'acte, scénario de Francis Picabia, musique de Erik Satie[58]
- Salvador Dalí
  - Portrait de Luis Buñuel, huile sur toile[réf. nécessaire]
- Robert Desnos
  - Deuil pour deuil
- Arthur Garfield Dove
  - Rain, huile sur toile et collage[59]
- Marcel Duchamp
  - Moustiques domestiques demi-stock, collage[60]
- Marcel Duchamp et Man Ray
  - Obligations pour la roulette de Monte-Carlo, collage avec photo de Man Ray sur une lithographie en couleur[61]
- Viking Eggeling & Hans Richter
  - Symphonie diagonale, film d'animation, muet et expérimental[62]
- Paul Eluard
  - Mourir de ne pas mourir : « Elle est debout sur mes paupières / Et ses cheveux sont dans les miens / Elle a la forme de mes mains / Elle a la couleur de mes yeux / Elle s'engloutit dans mon ombre / Comme une pierre sur le ciel. »[63]
- Max Ernst
  - La Belle jardinière[64]
  - Le Couple (L'Accolade)[65],
  - Deux enfants sont menacés par un rossignol, huile sur toile[66]
  - Femme, vieillard et fleur, huile sur toile[67]
  - Fleur bleue, huile sur bois[68]
- Yvan Goll
  - Manifeste du surréalisme

- John Heartfield

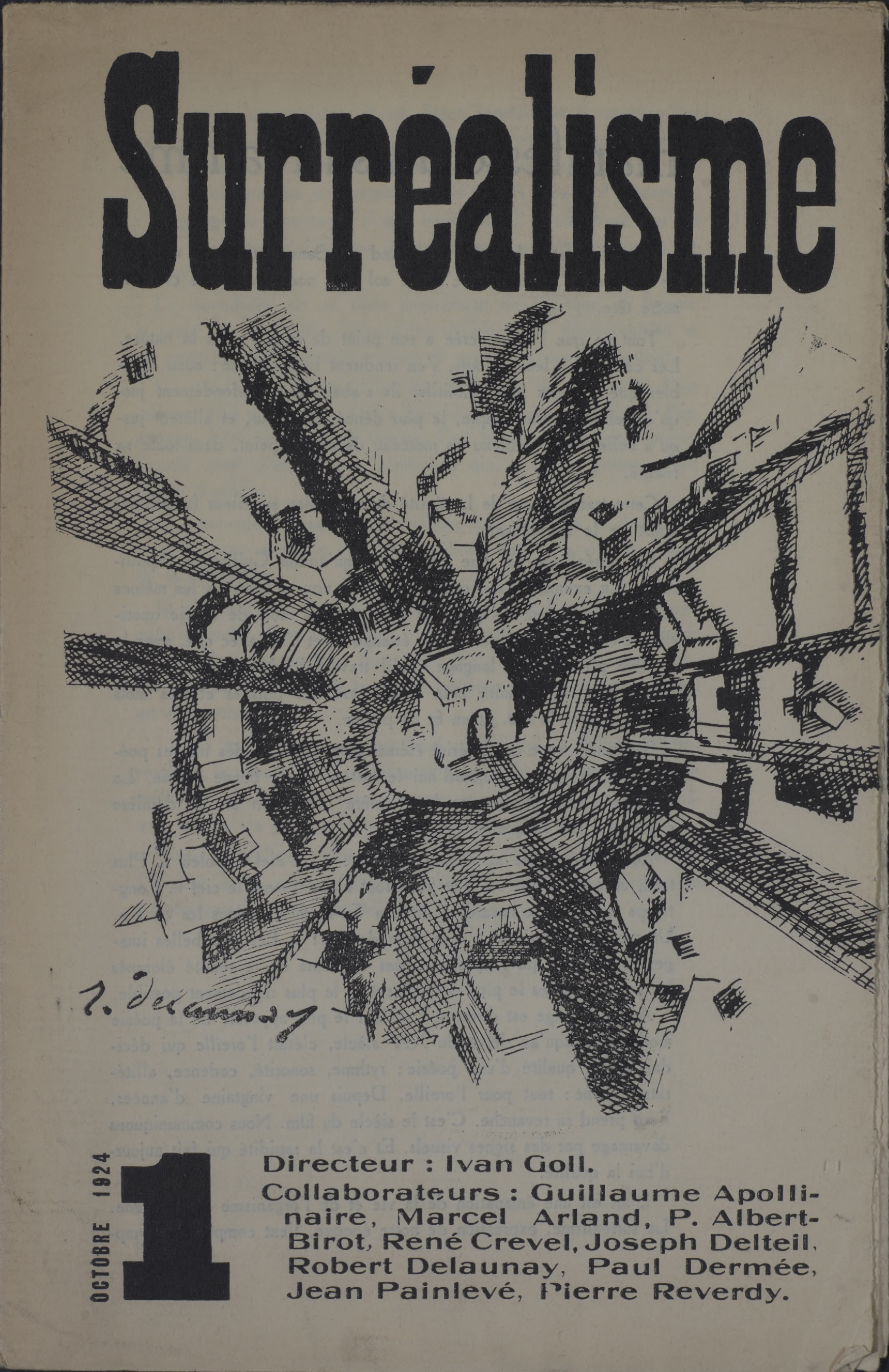
Yvan Goll, Surréalisme, Manifeste du surréalisme, Volume 1, Numéro 1, 1 octobre 1924, couverture de Robert Delaunay

  - Après 10 ans : pères et fils, photomontage[69]

- Hannah Höch
  - Rythme, huile sur toile[70]
- Marcel Janco
  - Le Poilu, huile et collage[71]
- André Masson

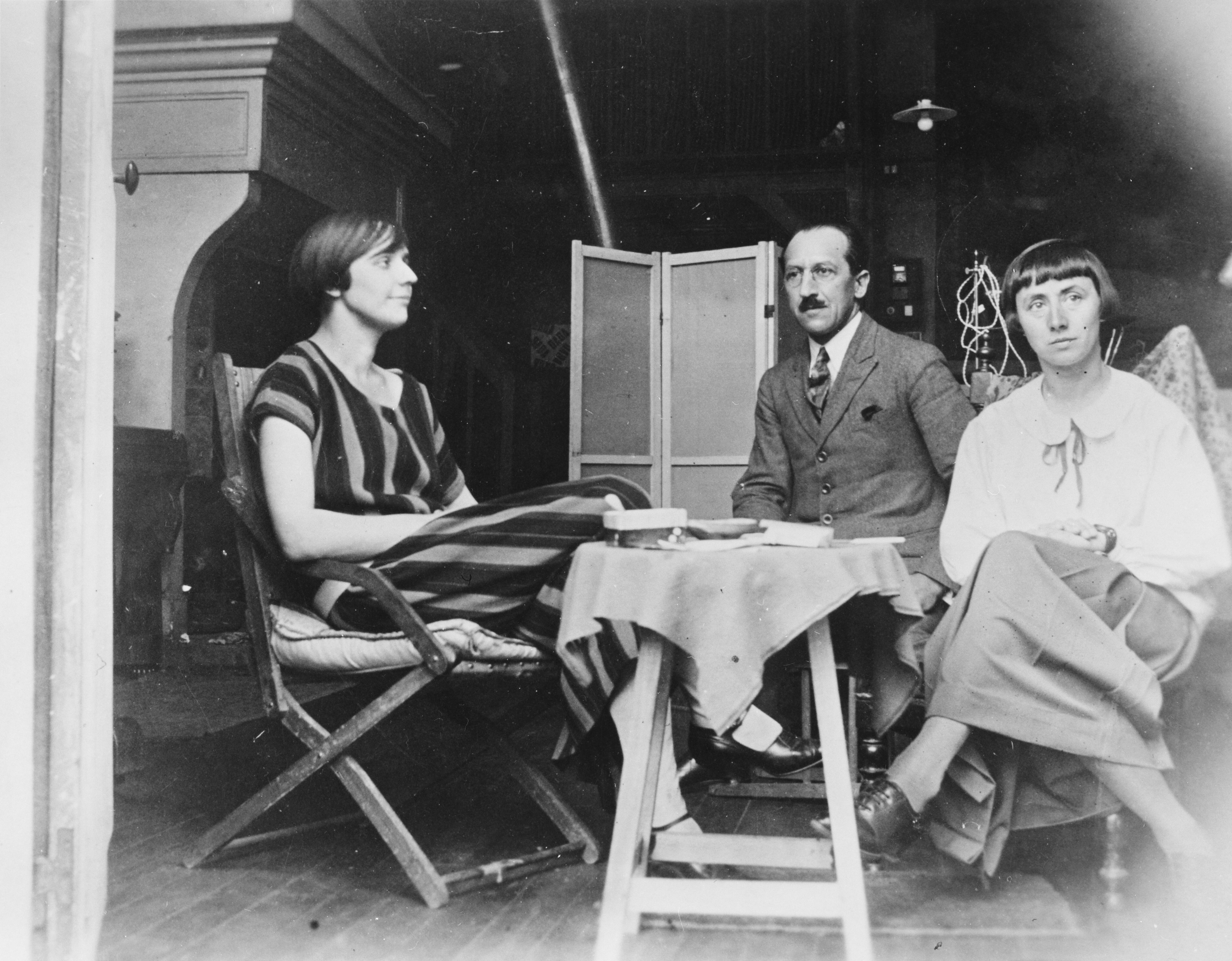
de g à d : Nelly von Doesbourg, Piet Mondrian, Hannah Höch

  - Homme, huile sur toile achetée par Antonin Artaud[72] et décrite dans le texte Un ventre fin : « Un ventre fin. Un ventre de poudre ténue et comme en image. Au pied du ventre, une grenade éclatée. »
  - Les Quatre éléments, huile sur toile[73]
- Pierre de Massot
  - Réflexions on Rose Selavy. The Wonderful book, édité par l'imprimerie Ravilly à Paris[48]
- Joan Miró
  - Bouquet de fleurs (sourire de ma blonde), huile sur toile[74]
  - La Bouteille de vin, huile sur toile[75]
  - L'Ermitage, huile sur toile[74]
  - Maternité, huile sur toile[76]
  - Olée, huile sur toile[77]
  - Paysage catalan (Le Chasseur), huile sur toile[78]
  - Paysan catalan à la guitare, huile sur toile[79]
  - Terre labourée, huile sur toile[80]
- Georges Papazoff
  - L'Esprit d'une source, peinture[81]
- Benjamin Péret
  - Immortelle maladie, poème avec frontispice de Man Ray, éditions Gallimard[82]
- Francis Picabia
  - Caravansérail, roman
  - La Femme au monocle, huile sur toile[83]
- Francis Picabia & Erik Satie
  - Relâche. Ballet instantanéiste en deux actes, un entr'acte cinématographique et la queue du chien, scénario, décor et frontispice de l'édition Rouart-Lerolle à Paris par Picabia, réalisation cinématographique de René Clair et musique de Satie[84]
- Pablo Picasso
  - Guitare, collage[85]
- Man Ray
  - Le Violon d'Ingres, épreuve aux sels d'argent rehaussée à la mine de plomb et à l'encre de Chine et contrecollée sur papier[86]
- Jean Renoir
  - La Fille de l'eau, film, avec la participation d'André Derain, dont la séquence onirique impressionne les surréalistes[87].
- Georges Ribemont-Dessaignes
  - L'Autruche aux yeux clos, roman édité Au Sans Pareil[88]
  - Man Ray, avec un portrait gravé sur bois de Georges Aubert, édité chez Gallimard[82]
- Kurt Schwitters
  - Merz 24. Erster Relief mit Kreuz und Sphere, assemblage de bois peint[89]
  - Verso F14 recto F15, collage[90]
- Philippe Soupault
  - Les Frères Durandeau
- Tristan Tzara
  - Mouchoir de nuages, tragédie en 15 actes[91].
  - Sept manifestes Dada et Lampisterie avec des dessins de Francis Picabia[92]